# Арка Каракаллы (Джемила)
Арка Каракаллы — римская триумфальная арка, расположенная в Джемиле (лат. Cuicul — Куикуле) в Алжире. Была возведена в начале III века на дороге, ведущей в Ситифис, одновременно являлась входом на городской форум.

## История
Арка была воздвигнута в 216 году в честь императора Каракаллы, его матери Юлии Домны и умершего отца Септимия Севера.
В 1839 году принц Фердинанд Филипп, герцог Орлеанский, увидевший арку во время экспедиции, планировал перевезти ее в Париж, где намеревался воздвигнуть ее с надписью «L’Armée d’Afrique à la France» (Армия Франции в Африке). После его смерти в 1842 году проект, почти готовый к реализации, был заброшен.
Арка вместе с остальной частью археологического комплекса Джемила с 1982 года включены в список объектов всемирного наследия ЮНЕСКО.

## Описание

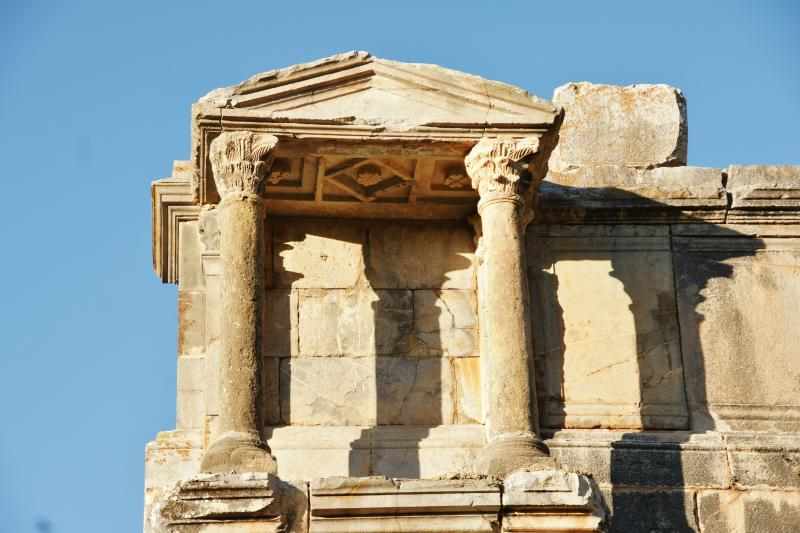
Часть Арки Каракаллы в Джемиле.

Однопролетная арка имеет высоту 12,5 м, ширину 11,6 м и глубину 3,9 м.
По обе стороны пролета на пилонах расположены ниши, каждая из которых обрамлена парой коринфских колонн на постаментах с гладкими барабанами, оторванными от стены. Каждая пара колонн поддерживает антаблемент, который, в свою очередь, увенчан небольшой эдикулой с фронтоном, доходящим до верха аттика .
На верху аттика сохранились три постамента, на которых первоначально стояли статуи членов императорской семьи.